# الانقسام (جنين)
في علم الأجنة، الانقسام أو الانفلاق أو انشطار خلوى تام هو تقسيم الخلية في أول مراحل الجنين. وتمر لاقحة الكثير من الأنواع بدورات خلوية بدون زيادة في الحجم تذكر، مما ينتج عنه مجموعة من الخلايا بنفس حجم البيضة الملقحة الأصلية. ويطلق على الخلايا المختلفة المستمدة من الانقسام قسيم أريمي وتشكيل كتلة متراصة تسمى تويتة. والانقسام ينتهي بتشكيل الأريمة.

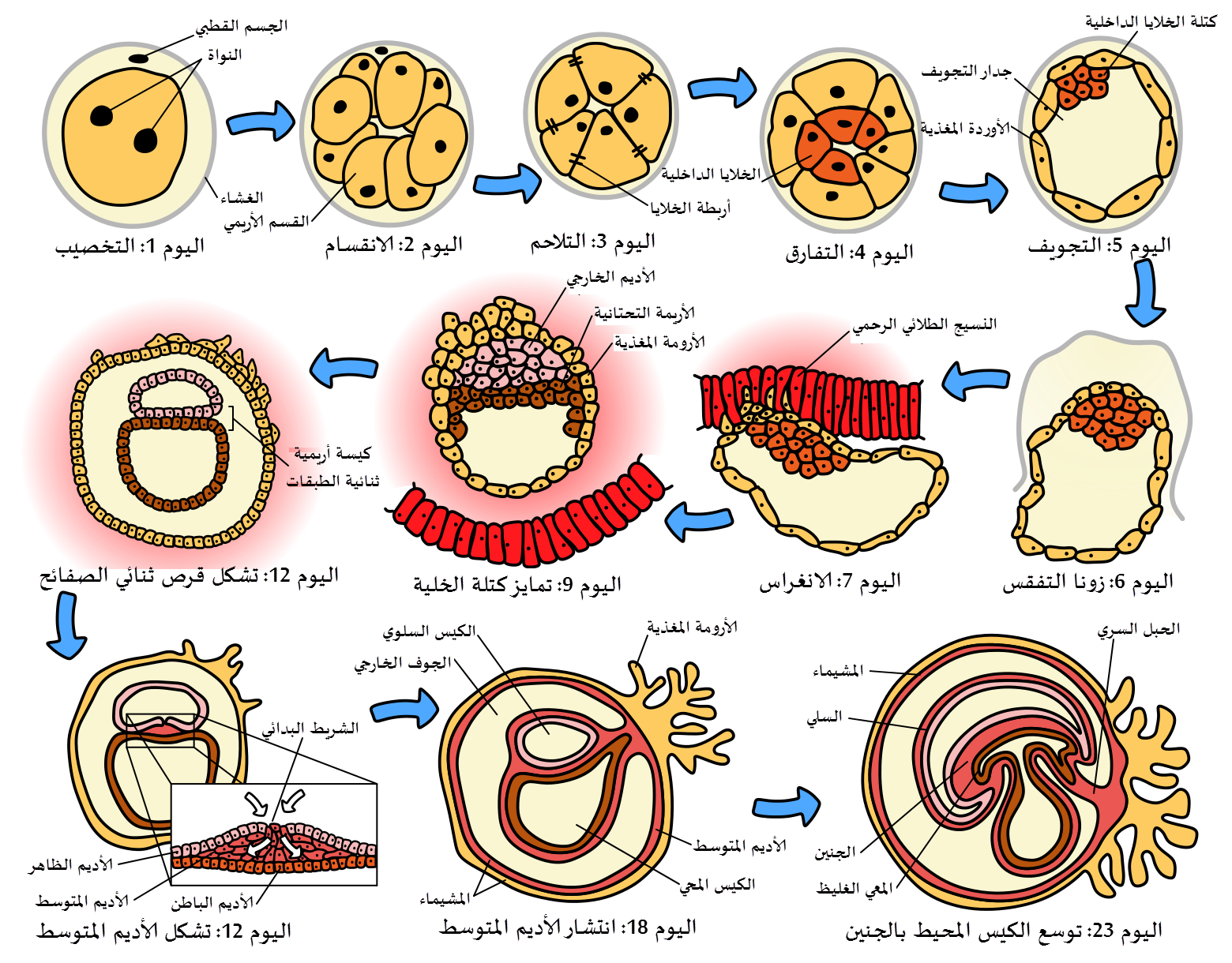
المراحل الاستهلالية لتطور الجنين البشري مراحل تطور الجنين البشري.

## فهرس
- Wilt, F. & Hake, S. (2004). Principles of Developmental Biology.{{استشهاد بكتاب}}:  صيانة الاستشهاد: أسماء متعددة: قائمة المؤلفين (link)
- Scott F. Gilbert (2003). Developmental Biology.